# 上海亚洲文会大楼
亚洲文会大楼，位于上海市虎丘路20号，最初建于1871年，作为亚洲文会北中国支会的会所，如今的建筑为1931年由亚洲文会斥资16万两白银在原地重建。亚洲文会大楼高5层，为艺术装饰主义风格，1952年起作为上海图书馆书库，2010年重新装修恢复原貌后改建为上海外滩美术馆。

## 历史
1843年上海开埠，几年后英租界的设立促进了英国人来沪人数的增长。在英国男爵尼克逊、裨治文等人发起下，成立上海文理学会，以研究中国文化、科学和物产为己任。1857年，文理学会并入亚洲文会，更名亚洲文会北中国支会。但创会初期，北中国支会无办公、聚会场所。在与英国驻沪领事阿礼国的促成下，英国政府同意该会在租界内拨让一块土地用于会所兴建，并拨付部分资金。同时，上海的主要英商、基金会等纷纷解囊襄助，其中地产商汉璧礼捐银500两，上海运动事业基金会低息贷款白银1500两。文会延请建筑师景斯美设计，最终于1871年于当时的圆明园路落成会所，前后共耗资3000两。3年后，文会在会所内成立亚洲文会上海博物院。博物院对社会全面开放，不收门票。

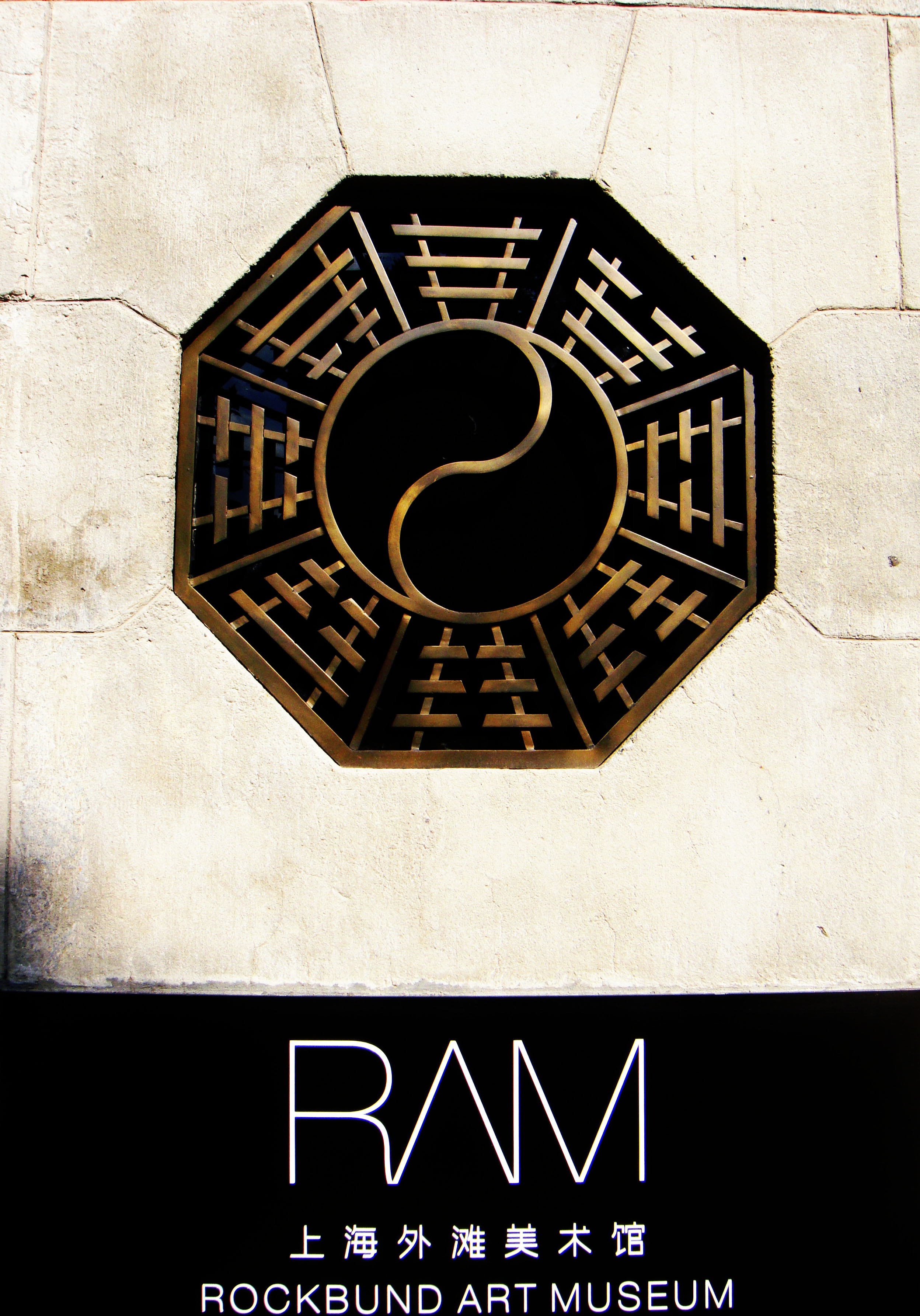
上海亚洲文会大楼的八卦窗

到了1886年，上海的亚洲文会支部在旅沪外侨中声名日重，租界当局将会所前的下圆明园路更名为博物院路。1929年，由于会所出现白蚁，文会再次向社会募款进行改建。1931年，原建筑拆除完毕，两年后重建完成。新的建筑由英商公和洋行设计，总耗银16万两。
1941年12月，太平洋战争后，文会大楼被日军征用，除战前被转移的图书、标本和文物外，其余都被日军运往东京。1950年后，亚洲文会北中国支会的经费断绝，支会会长黎照寰要求上海市人民政府接管，后经上海市军管会批准，政府于1952年6月27日起接管。之后，大楼先后作为上海历史与建设博物馆筹备处、上海自然博物馆筹备处等。最终，上海图书馆获得该楼，并作为书库使用。1990年代，上海图书馆将底层大厅以及二层租与证券公司作为营业厅。2010年，外滩源计划将该楼恢复展览和博物馆的功能，并租与上海外滩美术馆使用。

## 建筑风格
1931年兴建的这座大楼，属于现代艺术装饰主义风格，但在局部地方融入中国传统元素。大楼底层使用石头砌成墙面，上部改用青砖清水墙砌成。底层入口为3道券门，铁门栅栏都铸入寿字图案，门旁两侧设有八角的八卦窗。正门立面使用竖线的竖向构图，二层设计伸出的阳台，栏杆使用中国式样，而阳台上方也用篆书刻出“亚洲文会”。
整幢建筑为钢筋混凝土结构，自下往上共五层，中间部分高六层。底层最初设计为演讲厅，本名为伍连德讲堂，以纪念中华医学会的发起人伍连德。二楼最初作为图书馆，三层和四层作为博物院陈列室。